# Варіант, який викликає занепокоєння

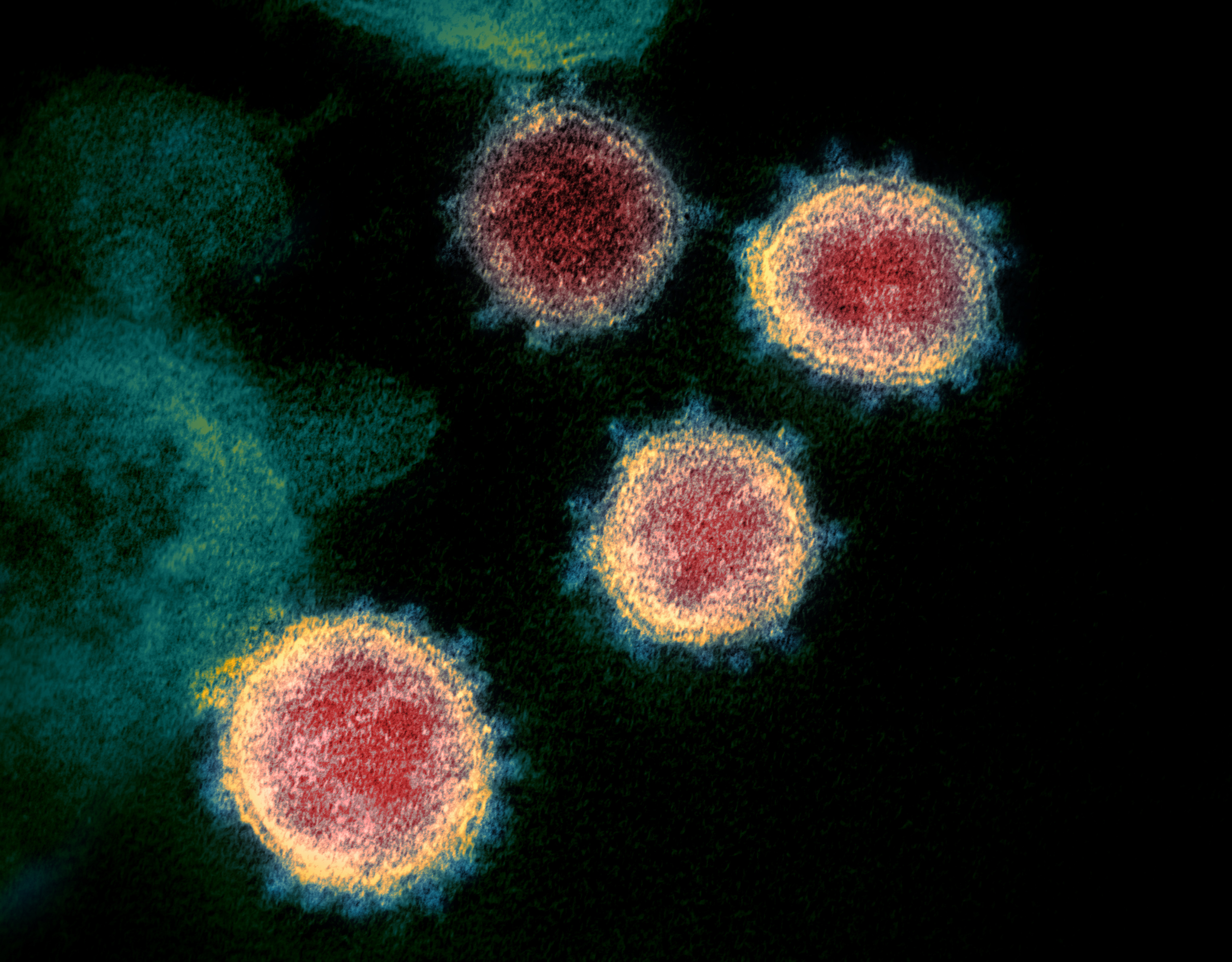
SARS-CoV-2, вірус, що викликає COVID-19

Термін «варіант, який викликає занепокоєння» (англ. Variant of concern; VOC) для SARS-CoV-2, який викликає COVID-19 – це категорія, яка використовується для варіантів вірусу, де присутня мутації в їхньому домені, що зв’язує рецептор білка (RBD), суттєво підвищення спорідненості зв’язування (наприклад, N501Y) у комплексі RBD-hACE2 (генетичні дані), а також пов’язане зі швидким поширенням у популяціях людей (епідеміологічні дані) та високою смертністю.
До цього новий варіант міг бути позначений як "цікавий варіант". Під час або після більш повної оцінки як «варіант, що викликає занепокоєння», варіант зазвичай приписують лінії в системі номенклатури PANGOLIN і кладам у системах Nextstrain і GISAID.
Під час пандемії COVID-19 було помічено, що вірус SARS-CoV-2 мутував, причому певні комбінації конкретних точкових мутацій виявилися більш тривожними, ніж інші. Це було в основному з причин передачі та вірулентності, а також щодо можливої появи мутацій escape.

## Критерії
Кілька національних та міжнародних організацій охорони здоров’я (напр Центри контролю та профілактики захворювань (CDC) (США), громадського здоров’я Англії (PHE) і консорціум COVID-19 Genomics UK для Великої Британії, а також Канадська мережа геноміки COVID (CanCOGeN) використовують деякі або всі наведені нижче критерії для оцінити варіанти:
- Підвищена передача
- Підвищена захворюваність
- Підвищена смертність
- Підвищений ризик «довгого COVID»
- Можливість ухилятися від виявлення за допомогою діагностичних тестів
- Знижена чутливість до противірусних препаратів (якщо і коли такі препарати доступні)
- Знижена сприйнятливість до нейтралізуючих антитіл, як терапевтичних (наприклад, реконвалесцентна плазма або моноклональні антитіла), так і в лабораторних експериментах
- Здатність уникати природного імунітету (наприклад, викликати повторні інфекції)
- Здатність заражати вакцинованих осіб
- Підвищений ризик певних станів, таких як мультисистемний запальний синдром або довготривала COVID-19.
- Підвищена спорідненість з певними демографічними або клінічними групами, такими як діти або люди з ослабленим імунітетом .

Варіанти, які відповідають одному або кільком із цих критеріїв, можуть бути позначені як "варіанти, що цікавлять" або "варіанти, що розслідуються" ("VUI") до перевірки та підтвердження цих властивостей. Після підтвердження варіанти, що представляють інтерес /VUI, можуть бути перейменовані в «варіанти, що викликають занепокоєння» моніторинговими організаціями, такими як CDC. Пов’язаною категорією є «варіант із високим рівнем наслідків», який використовується CDC, якщо є чіткі докази того, що ефективність заходів профілактики або втручання для конкретного варіанта істотно знижена.

## Класифікації за країнами

### Всесвітня організація охорони здоров'я
ВООЗ веде список варіантів, що викликають глобальне занепокоєння. 26 листопада 2021 року ВООЗ додала п’ятий варіант, що викликає занепокоєння, омікрон-варіант, раніше відомий як B.1.1.529. Омікрон-варіант приєднується до варіантів альфа, бета, гамма та дельта.

### Африка
NICD у Південній Африці підтримує список варіантів та засобів для тестування на місцевому рівні у співпраці з KRISP.

### Європа
Станом на кінець листопада 2021 року Європейський центр профілактики та контролю захворювань оголосив чотири варіанти «варіантами, що викликають занепокоєння»: бета, гамма, дельта та B.1.1.529 (названий «омікрон» після оновлення посилання); мю, лямбда і AY.4.2 були названі варіантами, що представляють інтерес (VOI), тоді як було 9 "Варіантів, що контролюються". 25 варіантів були описані як «деескалаційні».

### Сполучене Королівство
Станом на кінець листопада 2021 року Сполучене Королівство має п’ятнадцять варіантів у своєму «списку спостереження», 4 зі статусом «VOC» і 11 з рейтингом «VUI». Позначені «VOC» були альфа, бета, гамма та дельта. На початку грудня 2021 року омікрон було додано до «VOC». Серед досліджуваних варіантів — «VUI-21OCT-01/ AY 4.2».

### Північна Америка
Канада (через 'health-infobase.canada.ca') та Сполучені Штати (через CDC) також ведуть списки варіантів, що викликають занепокоєння. Станом на початок грудня Канада відстежувала п’ять варіантів занепокоєння: Альфа, Бета, Гама, Дельта та Омікрон, а США — два: Дельта та Омікрон.